# Natação no Campeonato Europeu de Esportes Aquáticos de 2018 - 100 m borboleta feminino
A prova dos 100 metros borboleta feminino da natação no Campeonato Europeu de Esportes Aquáticos de 2018 ocorreu nos dias 3 e 4 de agosto no Tollcross International Swimming Centre, em Glasgow no Reino Unido. 

## Calendário
| Fase          | Data        | Hora  |
| ------------- | ----------- | ----- |
| Eliminatórias | 3 de agosto | 10:36 |
| Semifinal     | 3 de agosto | 17:32 |
| Final         | 4 de agosto | 17:18 |

Todos os horários estão no horário local (UTC+0)

## Recordes
Antes desta competição, os recordes eram os seguintes:
|                       | Nadadora       | Tempo | Local          | Data                |
| --------------------- | -------------- | ----- | -------------- | ------------------- |
| Recorde mundial       | Sarah Sjöström | 55.48 | Rio de Janeiro | 7 de agosto de 2016 |
| Recorde europeu       | Sarah Sjöström | 55.48 | Rio de Janeiro | 7 de agosto de 2016 |
| Recorde do campeonato | Sarah Sjöström | 55.89 | Londres        | 20 de maio de 2016  |

## Medalhistas
| Ouro                 | Prata                   | Bronze               |
| Sarah Sjöström (SWE) | Svetlana Chimrova (RUS) | Elena Di Liddo (ITA) |

## Resultados

### Eliminatórias
Esses foram os resultados das eliminatórias. 
| Pos. | Bateria | Raia | Nadadora              | Nacionalidade        | Tempo   | Notas |
| ---- | ------- | ---- | --------------------- | -------------------- | ------- | ----- |
| 1    | 4       | 4    | Sarah Sjöström        | Suécia               | 56.87   | Q     |
| 2    | 2       | 4    | Elena Di Liddo        | Itália               | 57.91   | Q     |
| 3    | 3       | 5    | Ilaria Bianchi        | Itália               | 57.92   | Q     |
| 4    | 2       | 3    | Kimberly Buys         | Bélgica              | 58.23   | Q     |
| 5    | 3       | 4    | Svetlana Chimrova     | Rússia               | 58.24   | Q     |
| 6    | 4       | 5    | Marie Wattel          | França               | 58.47   | Q     |
| 7    | 3       | 6    | Louise Hansson        | Suécia               | 58.52   | Q     |
| 8    | 2       | 6    | Anna Ntountounaki     | Grécia               | 58.65   | Q     |
| 9    | 3       | 7    | Emilie Beckmann       | Dinamarca            | 58.69   | Q     |
| 10   | 4       | 3    | Aliena Schmidtke      | Alemanha             | 58.89   | Q     |
| 11   | 4       | 6    | Alys Thomas           | Reino Unido          | 58.93   | Q     |
| 12   | 2       | 5    | Liliána Szilágyi      | Hungria              | 58.95   | Q     |
| 13   | 4       | 7    | Kinge Zandringa       | Países Baixos        | 59.00   | Q     |
| 14   | 3       | 2    | Claudia Tarzia        | Itália               | 59.54   |       |
| 15   | 2       | 8    | Ana Catarina Monteiro | Portugal             | 59.63   | Q     |
| 16   | 4       | 0    | Amina Kajtaz          | Bósnia e Herzegovina | 59.65   | Q     |
| 17   | 3       | 3    | Charlotte Atkinson    | Reino Unido          | 59.66   | Q     |
| 18   | 2       | 1    | Evelyn Verrasztó      | Hungria              | 59.94   |       |
| 19   | 2       | 7    | Amit Ivry             | Israel               | 1:00.00 |       |
| 20   | 4       | 2    | Emily Large           | Reino Unido          | 1:00.01 |       |
| 21   | 3       | 1    | Lucie Svěcená         | Chéquia              | 1:00.02 |       |
| 22   | 3       | 8    | Emilie Løvberg        | Noruega              | 1:00.06 |       |
| 23   | 4       | 8    | Svenja Stoffel        | Suíça                | 1:00.46 |       |
| 24   | 1       | 5    | Nida Eliz Üstündağ    | Turquia              | 1:00.61 |       |
| 25   | 2       | 2    | Sara Junevik          | Suécia               | 1:00.63 |       |
| 26   | 1       | 4    | Zehra Duru Bilgin     | Turquia              | 1:00.65 |       |
| 27   | 1       | 7    | Dalma Sebestyén       | Hungria              | 1:00.80 |       |
| 28   | 4       | 1    | Polina Egorova        | Rússia               | 1:00.90 |       |
| 29   | 3       | 9    | Anastasiya Kuliashova | Bielorrússia         | 1:01.56 |       |
| 30   | 1       | 3    | İmge Erdemli          | Turquia              | 1:02.12 |       |
| 31   | 1       | 2    | Margaret Markvardt    | Estónia              | 1:02.15 |       |
| 32   | 2       | 9    | Claudia Hufnagl       | Áustria              | 1:02.36 |       |
| 33   | 2       | 0    | Aleyna Özkan          | Turquia              | 1:02.82 |       |
| 34   | 1       | 6    | Gerda Pak             | Estónia              | 1:03.27 |       |
| 35   | 1       | 0    | Leoni Richter         | Suíça                | 1:03.47 |       |
| 36   | 4       | 9    | Alexandra Schegoleva  | Chipre               | 1:03.53 |       |
| 37   | 1       | 8    | Beatrice Felici       | San Marino           | 1:07.42 |       |
| —    | 1       | 9    | Alsu Bayramova        | Azerbaijão           | DNS     | DNS   |

### Semifinal
Esses foram os resultados das semifinais. 
Semifinal 1
| Pos. | Raia | Nadadora              | Nacionalidade | Tempo | Notas |
| ---- | ---- | --------------------- | ------------- | ----- | ----- |
| 1    | 4    | Elena Di Liddo        | Itália        | 57.82 | Q     |
| 2    | 6    | Anna Ntountounaki     | Grécia        | 58.34 | Q     |
| 3    | 2    | Aliena Schmidtke      | Alemanha      | 58.42 | Q     |
| 4    | 3    | Marie Wattel          | França        | 58.52 |       |
| 5    | 7    | Liliána Szilágyi      | Hungria       | 58.53 |       |
| 6    | 5    | Kimberly Buys         | Bélgica       | 58.99 |       |
| 7    | 8    | Charlotte Atkinson    | Reino Unido   | 59.36 |       |
| 8    | 1    | Ana Catarina Monteiro | Portugal      | 59.44 |       |

Semifinal 2
| Pos. | Raia | Nadadora          | Nacionalidade        | Tempo | Notas            |
| ---- | ---- | ----------------- | -------------------- | ----- | ---------------- |
| 1    | 4    | Sarah Sjöström    | Suécia               | 56.66 | Q                |
| 2    | 3    | Svetlana Chimrova | Rússia               | 57.54 | Q                |
| 3    | 5    | Ilaria Bianchi    | Itália               | 57.79 | Q                |
| 4    | 6    | Louise Hansson    | Suécia               | 57.99 | Q                |
| 5    | 2    | Emilie Beckmann   | Dinamarca            | 58.40 | Q                |
| 6    | 7    | Alys Thomas       | Reino Unido          | 58.44 |                  |
| 7    | 1    | Kinge Zandringa   | Países Baixos        | 58.64 |                  |
| 8    | 8    | Amina Kajtaz      | Bósnia e Herzegovina | 59.54 | Recorde nacional |

### Final
Esse foi o resultado da final. 
| Pos.              | Raia | Nadadora          | Nacionalidade | Tempo | Notas  |
| ----------------- | ---- | ----------------- | ------------- | ----- | ------ |
| Medalha de ouro   | 4    | Sarah Sjöström    | Suécia        | 56.23 |        |
| Medalha de prata  | 5    | Svetlana Chimrova | Rússia        | 57.40 |        |
| Medalha de bronze | 6    | Elena Di Liddo    | Itália        | 57.68 |        |
| 4                 | 3    | Ilaria Bianchi    | Itália        | 57.72 |        |
| 5                 | 7    | Anna Ntountounaki | Grécia        | 57.77 | [[NR}} |
| 6                 | 2    | Louise Hansson    | Suécia        | 57.99 |        |
| 7                 | 1    | Emilie Beckmann   | Dinamarca     | 58.45 |        |
| 8                 | 8    | Aliena Schmidtke  | Alemanha      | 58.90 |        |

Legenda
| Recorde mundial       | Recorde mundial (World record)               |                       | Recorde africano                      | Recorde africano (African) |                                           | Q | Classificado por posição (Qualified) |
| Recorde do campeonato | Recorde do campeonato (Championship record)  | Recorde da América    | Recorde da América (Americas)         | q                          | Classificado por melhor tempo (Qualified) |   |                                      |
| Melhor marca do ano   | Melhor marca do ano (World leading)          | Recorde asiático      | Recorde asiático (Asian)              | DNS                        | Não largou (Did not start)                |   |                                      |
| Recorde nacional      | Recorde nacional (National record)           | Recorde europeu       | Recorde europeu (European)            | DNF                        | Não terminou (Did not finish)             |   |                                      |
| Recorde pessoal       | Recorde pessoal do atleta (Personal best)    | Recorde da Oceania    | Recorde da Oceania (Oceania)          | DSQ / DQ                   | Desclassificado (Disqualified)            |   |                                      |
| Recorde da temporada  | Recorde da temporada do atleta (Season best) | Recorde sul-americano | Recorde sul-americano (South America) | NM                         | Sem marca (No mark)                       |   |                                      |